# مدرسه علمیه دارالسلام
مدرسه علمیه دارالسلام (به انگلیسی: darussalam seminary) یکی از مدارس علمیه تهران می باشد که توسط حسین اسکندری و تعدادی از فارغ التحصیلان مدرسه علمیه نبی اکرم و دانش آموختگان حوزه علمیه قم و تهران در سال ١٣٩١ (شمسی) تأسیس شد. این مدرسه زیر نظر مرکز مدیریت حوزه های علمیه استان تهران اداره می شود.

## ویژگی های علمی
لازم به ذکر است علاوه بر دروس رسمی حوزه، دروس غیر رسمی مانند حفظ قرآن، زبان های خارجی، دفاع شخصی و خوشنویسی تدریس می‌گردد.

### حفظ قرآن
دانش آموزان در این مرکز با مدرک پایه هفتم و هشتم و نهم پذیرفته می‌شوند و به جمع طلاب حافظ می‌پیوندند. در این مدرسه یک طرح بلند مدت ده ساله اجرا می‌شود که این طرح بسیار خوب هست.

### برگزاری درس عمومی به سبک احمد مجتهدی تهرانی
در این مدرسه همه روزه کلاس عمومی اخلاق و معارف اسلامی به سبک احمد مجتهدی تهرانی برگزار می شود.
در طول سال:
شنبه‌ها نهج البلاغه و یک‌شنبه‌ها صحیفه سجّادیه و دوشنبه‌ها اخلاق توسّط حجت الاسلام نوری همدانی و سه‌شنبه‌ها حدیث و چهارشنبه‌ها تفسیر قرآن و پنج‌شنبه‌ها تاریخ صدر اسلام توسّط حجت الاسلام بهرامی خشنودی تدریس می‌شود.
در طول تابستان:
موضوعات دیگر مثل نامه ۳۲ نهج البلاغه، خطبه ۱۹۳ معروف به خطبه همّام، سیره نبوی مرتضی مطهّری، جلد هشتم کتاب آیات زندگی در مورد رفتار و ... تدریس می‌شود.
کلاس عمومی یکی از ویژگی‌های منحصر به فرد این حوزه است که در کنار تعلیم، تربیت هم می‌کنند.

### دروس اختصاصی
در این مرکز علاوه بر دروس مرسوم حوزه های علمیه نظیر ادبیات عرب، کلام، منطق و فلسفه ، تجوید و فقه و اصول ، دروس اختصاصی همچون زبان های خارجی (انگلیسی و عربی و ...)، خط و خوشنویسی ، ورزش های رزمی نیز تدریس می شود که اضافی است.

### معلمین
این مدرسه از معلمین بسیار خوبی بر خوردار است که بعضی از طلاب خود مدرسه و برخی از خارج مدرسه.

## رونمایی از هشت کتاب
در شهریور ماه ۱۳۹۴ طی مراسمی با حضور غلامعلی حداد عادل از هشت جلد کتاب تالیفی مدرسه دارالسلام رونمایی شد.